# Mario vs. Donkey Kong 2: La marcia dei Minimario
Mario vs. Donkey Kong 2: La Marcia dei Minimario (マリオVSドンキーコング2 ミニミニ大行進!?, Mario tai Donkī Kongu tsū Mini Mini dai Kōshin!) è il seguito ufficiale per il Nintendo DS di Mario vs. Donkey Kong (per Game Boy Advance). Lo scopo del gioco è far entrare i Mini-Mario all'interno di alcuni portali per farli passare al livello successivo, evitando i nemici e le trappole disseminati per i livelli di gioco.
Il 6 ottobre 2016, il gioco è stato pubblicato sul Nintendo eShop per la Virtual Console di Wii U.

## Trama
Dopo aver salvato i Minimario nel primo capitolo, Mario, diventato presidente della compagnia Mario Toy Company, assolda come socio DK, lo scimmione che ha rapito i Minimario nel primo episodio e redentosi dopo aver ricevuto in dono uno di questi giocattoli.
Mario, visto l'enorme successo dei Minimario nonché dei vari Minipeach, Minitoad e MiniDK, decide di costruire un parco a tema gigantesco: Super Minimario World.
All'inaugurazione del parco c'è una grande folla, e l'ospite d'onore: l'attraente amica di Mario, Pauline.
Per far colpo sulla giornalista Mario vuole regalarle un Minimario, ma pure DK vuole regalare un suo MiniDK. Pauline sceglie Minimario e DK va su tutte le furie.
Lo scimmione rapisce Pauline e scappa sul tetto della sala di controllo del parco, ma per fortuna i Minimario sono liberi e funzionanti quindi Mario li manda a salvare Pauline.
Alla fine Mario e il suo esercito di Minimario riescono a salvare Pauline.

## Modalità di gioco
Invece di utilizzare il D-pad, Mario vs. Donkey Kong 2: La Marcia dei Minimario usa il touch screen per controllare i Mini-Mario come in Lemmings. Per muoversi, il giocatore deve usare lo stilo per cambiare la direzione di un Mini-Mario. Scorrere verso l'alto li fa entrare nei tubi, salire le scale o saltare. Scorrere i Mini-Mario a sinistra o a destra li fa muovere in quella direzione, e scorrendo verso il basso li fa entrare in un tubo posto sotto i loro piedi. Toccando una volta, si fermano. Il timer non si avvia finché il giocatore non sposta i blocchi o tocca un Mini-Mario. Tuttavia, il giocatore può spostare gli ascensori, cambiare la direzione dei tubi o dei nastri trasportatori ed esplorare il livello senza avviare il timer.
Il gioco consiste in otto mondi, o piani, ciascuno con nove livelli, o stanze, per un totale di 72 livelli, o stanze, un minigioco e un livello DK. Oltre a questi livelli ci sono il tetto, che consiste interamente nel livello DK finale, e il seminterrato, che consiste in due livelli boss extra che sono accessibili solo guadagnando 40 stelle d'argento e 40 stelle d'oro, per un totale di 80 stelle. Quando una catena di Mini-Mario entra nella porta finale, si verifica una combo, ovvero 1000 per il primo, 2000 per il secondo, 4000 per il terzo, ecc. Se il livello contiene un Mini-Mario dorato alla fine della catena, il bonus punti raddoppia. Ad esempio, se ci sono due Mini-Mario normali e un Mini-Mario Oro in un livello, ed entrano in quest'ordine, i punti andranno così: 1000, 2000, 8000. Alla fine di ogni stanza, il punteggio viene conteggiato con 100 punti per ogni secondo rimanente. Ci sono tre medaglie, o stelle, che possono essere guadagnate soddisfacendo i loro requisiti; bronzo, argento e oro.
In ogni stanza sono presenti carte e monete. La raccolta di tutte e nove le carte in un piano formerà la parola MINIMARIO e sbloccherà il minigioco di quel piano. Il minigioco prevede di toccare Tipi Timidi mentre escono dai tubi ed evitare le Bob-Omba. Esistono due tipi di monete: piccole e grandi. Le monete piccole valgono 50 punti e quelle grandi 500.
Le fasi DK si svolgono in modo leggermente diverso dal gioco principale. In esse lo schermo inferiore mostra un cannone caricato con un Mini-Mario, una cintura su cui si muove il cannone e un pulsante con l'etichetta "Spara" che il giocatore deve toccare per sparare il Mini-Mario. La schermata superiore mostra i colpi rimanenti, la posizione di DK e gli oggetti che il giocatore deve colpire con un Mini-Mario per danneggiarlo. Se un Mini-Mario si scontra con il fianco di DK, questo danneggerà anche lui. L'unico modo per perdere punti vita è se il Mini-Mario viene colpito da un oggetto o se Donkey Kong lo rompe. Il movimento di Donkey Kong varia a seconda del livello. Una volta che il giocatore ha colpito l'antagonista sei volte, la fase termina e il punteggio viene calcolato con 100 punti per ogni secondo rimanente e 1000 punti per ogni Mini-Mario sopravvissuto. I tre livelli aggiuntivi di DK sono modellati sui livelli del gioco arcade originale di Donkey Kong.

## Accoglienza
| Testata                          | Giudizio         |
| -------------------------------- | ---------------- |
| Metacritic (media al 20-10-2015) | 76/100           |
| Edge                             | 7/10             |
| Electronic Gaming Monthly        | 7,17/10          |
| Eurogamer                        | 7/10             |
| Game Informer                    | 6/10             |
| GamePro                          | 4,25/5           |
| GameSpot                         | 8,2/10           |
| GameSpy                          | 3,5/5            |
| IGN (UK)                         | 8,2/10 (US) 7/10 |
| Nintendo Power                   | 7,5/10           |
| The Sydney Morning Herald        | 3,5/5            |
| X-Play                           | 4/5              |

Il gioco ha ricevuto recensioni favorevoli secondo l'aggregatore di recensioni Metacritic.  Al 25 luglio 2007, il gioco aveva venduto 1,24 milioni di copie in tutto il mondo.